# Messerschmitt Me 329
De Messerschmitt Me 329 is een jachtvliegtuig ontworpen door de Duitse vliegtuigontwerper Messerschmitt.

## Ontwikkeling
Na het mislukken van de Messerschmitt Me 210 begon een zoektocht naar een nieuw ontwerp voor een tweemotorige zware jager. Professor Alexander Lippisch begon te werken aan zijn Li P.10 en tegelijkertijd ontwikkelde Dr. Hermann Wurster onafhankelijk de Me 329. Nadat ze beide hun ontwerp indiende vroeg Willy Messerschmitt om een prestatievergelijking tussen de twee ontwerpen.
De Me 329 was een staartloos ontwerp en werd hoofdzakelijk van hout gemaakt. Dit legde geen druk op de strategische materialen en hield het gewicht laag. Zo veel mogelijk componenten van de Messerschmitt Me 410 waren gebruikt om te voorkomen dat er te veel nieuwe mallen en gereedschappen moesten worden gemaakt. De vleugel had een groot oppervlak en had een pijlstand van ongeveer 26 graden.
Twee Daimler-Benz DB 603 of Junkers Jumo 213 zuigermotoren waren in de romp aangebracht. Ze dreven via een as een duwpropeller aan met een diameter van 3,40 m.
Er was een enkel, groot richtingsroer aangebracht. De tweekoppige bemanning zat naast elkaar in een van veel glas voorziene cockpit.
De bewapening bestond uit vier 20 mm MG151/20 kanonnen in de rompneus en twee 30 mm MK103 kanonnen in de vleugelwortels. Een 20 mm MG151/20 kanon zat in een op afstand bediende koepel in de staart die via een periscoop vanuit de cockpit werd bediend. Er kon tot 2.400 kg aan bommen in een intern bommenruim worden vervoerd of aan rekken onder de vleugels.

## Uitvoeringen
Er waren verschillende taken die de Me 329 moest gaan vervullen:
- Zware jager
- Nachtjager
- Jachtbommenwerper
- Escorte jager
- Duikbommenwerper
- Verkenner

Er waren hoge verwachtingen voor de Me 329 en ondanks dat er een houten schaalmodel werd gebouwd voor het controleren van de plaatsing van verschillende componenten werd het toestel niet aangekocht vanwege de lange ontwikkeltijd. Tevens bleek de Messerschmitt Me 410 een succes in veel van de taken die men voor de Me 329 in gedachte had. Een bron zegt dat het eerste prototype, de Me 329V1, werd afgebouwd en als zweefvliegtuig voor het eerst vloog in begin 1945 te Rechlin.
Vooroorlogse ontwerpen:
S 7 ·
S 8 ·
S 9 ·
S 10 ·
S 13 ·
S 14 ·
S 15 ·
S 16 ·
M 17 ·
M 18 ·
M 19 ·
M 20 ·
M 21 ·
M 22 ·
M 23 ·
M 24 ·
M 25 ·
M 26 ·
M 27 ·
M 28 ·
M 29 ·
M 30 ·
M 31 ·
M 33 ·
M 35 ·
M 36 · 
M 37
Ontwerpen 1933-1945:
Bf 108 · 
Bf 109 ·
Bf 109TL ·
Bf 109Z ·
Bf 110 ·
Bf 161 ·
Bf 162 ·
Me 163 · 
Me 209 ·
Me 210 ·
Me 261 ·
Me 262 · 
Me 263 ·
Me 264 · 
Me 265 · 
Me 290 · 
Me 309 ·
Me 309Z ·
Me 321 · 
Me 323 · 
Me 328 · 
Me 334 ·
Me 410 · 
Me 509 · 
Projecten tot 1945:
P.1051 ·
P.1062 ·
P.1065 ·
P.1070 ·
P.1073 ·
P.1092 ·
P.1095 ·
P.1099 ·
P.1100 ·
P.1101 ·
P.1102 ·
P.1103 ·
P.1104 ·
P.1106 ·
P.1107 ·
P.1108 ·
P.1109 ·
P.1110 ·
P.1111 ·
P.1112
Libelle ·
Schwalbe ·
Wespe ·
P.08.01 ·
Zerstörer Project II
Overig:
C-44